# Albawings
Albawings är ett albanskt flygbolag baserat i Tirana på Tiranas internationella flygplats Moder Teresa. Flygbolaget grundades i februari 2015 av entreprenörerna Gentian Kole och Dhimitër Tola. Flygbolaget fick tillstånd att utöva flygtrafik i april 2016 och är det för närvarande enda aktiva albanska flygbolaget med reguljär trafik.
Bolagets första flygplan, en Boeing 737-500, gavs namnet Spirit of Tirana. Den 11 december 2016 levererades bolagets andra flygplan av Bruce Dickinson som själv flög planet till Tirana. Det hyrda planet är en Boeing 737-400 som hyrs från Dickinsons bolag Cardiff Aviation. Planet döptes efter Norman Wisdom som var mycket omtyckt i Albanien då han var en av få tillåtna utländska skådespelare under Hoxhaeran.
Bolaget riktar in sig på flygningar mellan Tirana och Italien och dess samtliga 10 destinationer år 2017 är italienska städer. 13 september 2016 tecknade Albawings avtal med Blue Panorama Airlines om codeshare vid deras flygningar mellan Tirana och italienska städer.

## Flotta
Flottan består av följande flygplan (per februari 2017):